# Хасман Соломон Абрамович
Соломон Абрамович Хасман (1886, місто Орша, тепер Вітебської області, Білорусь — 1954, місто Ленінград, тепер Санкт-Петербург, Російська Федерація) — радянський діяч, відповідальний секретар Чеченського обласного комітету ВКП(б). Член Центральної контрольної комісії ВКП(б) у 1927—1930 роках. 

## Життєпис
Народився в єврейській родині в місті Орші (за іншими даними — в місті Дубровно) Могильовської губернії. Батько працював кравцем. У 1894 році разом із родиною переїхав до міста Вітебська. У 1898 році, після смерті батька, Соломон Хасман поїхав до свого дядька в місто Юр'євець Костромської губернії, де до 1902 року навчався кравецтва в його майстерні. У 1902 році переїхав до Нижнього Новгорода, де працював робітником у різних майстернях.
У 1903 році почав знайомитися з робітничим революційним рухом. З січня 1904 року відвідував соціал-демократичні гуртки, якими керували більшовики Яків Свердлов, О. Генкін та інші.
Член РСДРП з осені 1904 року.
У 1905 року став членом бойової дружини РСДРП(б), був членом штабу та начальником десятка в дружині. З групою міської дружини брав участь у збройному повстанні 1905 року в Сормові.
У 1906 році заарештований та просидів у Нижньогородській в'язниці чотири місяця. Через відсутність вагомих доказів був звільнений, перейшов на нелегальне становище.
Восени 1907 року поїхав до міста Орші, звідки був призваний до російської імператорської армії. Службу відбував у Фінляндії. У 1907—1909 роках вів революційну пропаганду та агітацію серед військ Виборзького гарнізону. У 1910 році заарештований та ув'язнений до Петербурзької військової в'язниці, а в 1911 році засуджений до адміністративного заслання на 3 роки в Наримський край Томської губернії.
У 1914 році, після закінчення заслання, приїхав до Вітебська і незабаром був мобілізований до російської армії. Під час Першої світової війни важко хворів на гострий ревматизм, перебував у різних військових госпіталях.
Під час Лютневої революції 1917 року служив у Єкатеринбурзі, де брав активну участь в організації профспілок. У 1917 році — член Єкатеринбурзької ради робітничих депутатів Пермської губернії. Використовував псевдонім Шульман.
У квітні 1918 року демобілізований із армії, переїхав до Вітебська, де був обраний голову фабрично-заводського комітету (фабзавкому) Об'єднаних підприємств Комітету боротьби із безробіттям. У 1918 році працював заступником голови Центральної Ради фабзавкомів Вітебська.
З вересня 1919 по 1920 рік і з липня 1920 по лютий 1921 року — голова Вітебської губернської надзвичайної комісії (ЧК).
У 1921—1924 роках — заступник голови Південно-Східної Ради народного господарства.
У 1924—1925 роках — голова Південно-Східної (Північно-Кавказької) Ради народного господарства.
У 1925—1927 роках — завідувач організаційного відділу Донського окружного комітету ВКП(б).
У 1927—1928 роках — голова Донської окружної контрольної комісії ВКП(б) — робітничо-селянської інспекції.
У 1929—1930 роках — член Президії Північно-Кавказької крайової контрольної комісії ВКП(б).
У 1929—1930 роках — відповідальний секретар Чеченського обласного комітету ВКП(б).
У 1930—1932 роках — слухач курсів марксизму-ленінізму в Москві.
У 1932 — січні 1934 року — голова Нарвської районної контрольної комісії ВКП(б) міста Ленінграда.
З березня 1934 по 25 листопада 1937 року — член партійної колегії Комісії партійного контролю при ЦК ВКП(б) по Ленінградській області.
З березня 1938 року працював директором Ленінградського культторгу (торгової організації із торгівлі товарами культурного призначення).
З серпня 1941 року — в Червоній армії, учасник німецько-радянської війни. Служив відповідальним секретарем партійної організації 404-го артилерійського полку 109-ї стрілецької дивізії 42-ї армії. У 1944 році був поранений, лікувався в евакуаційному госпіталі № 51.
Подальша доля невідома. Помер 1954 року в Ленінграді (Санкт-Петербурзі).

## Звання
- майор

## Нагороди
- орден Червоної Зірки (29.06.1943)
- медаль «За оборону Ленінграда» (1943)
- медаль «За перемогу над Німеччиною у Великій Вітчизняній війні 1941—1945 рр.» (1945)